# Stenglin (Adelsgeschlecht)

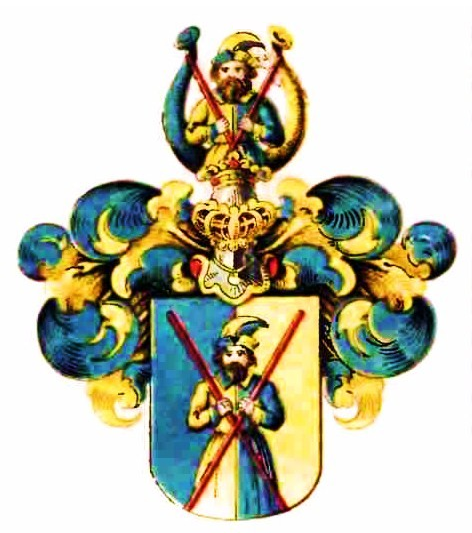
Wappen derer von Stenglin

Stenglin ist der Name eines ursprünglich süddeutschen Patriziergeschlechts, das im 16. Jahrhundert in den Reichsadel erhoben wurde, im 18. Jahrhundert nach Norddeutschland kam und dort zu einem dänischen und mecklenburgischen Adelsgeschlecht wurde.

## Geschichte

### Augsburg

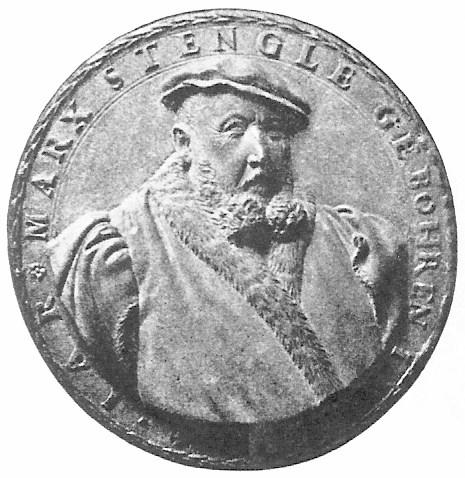
Marx (I.) Stenglin, * 1494; † 1559, Handelsmann und Ratsherr, erhielt 1518 den kaiserlichen Wappenbrief

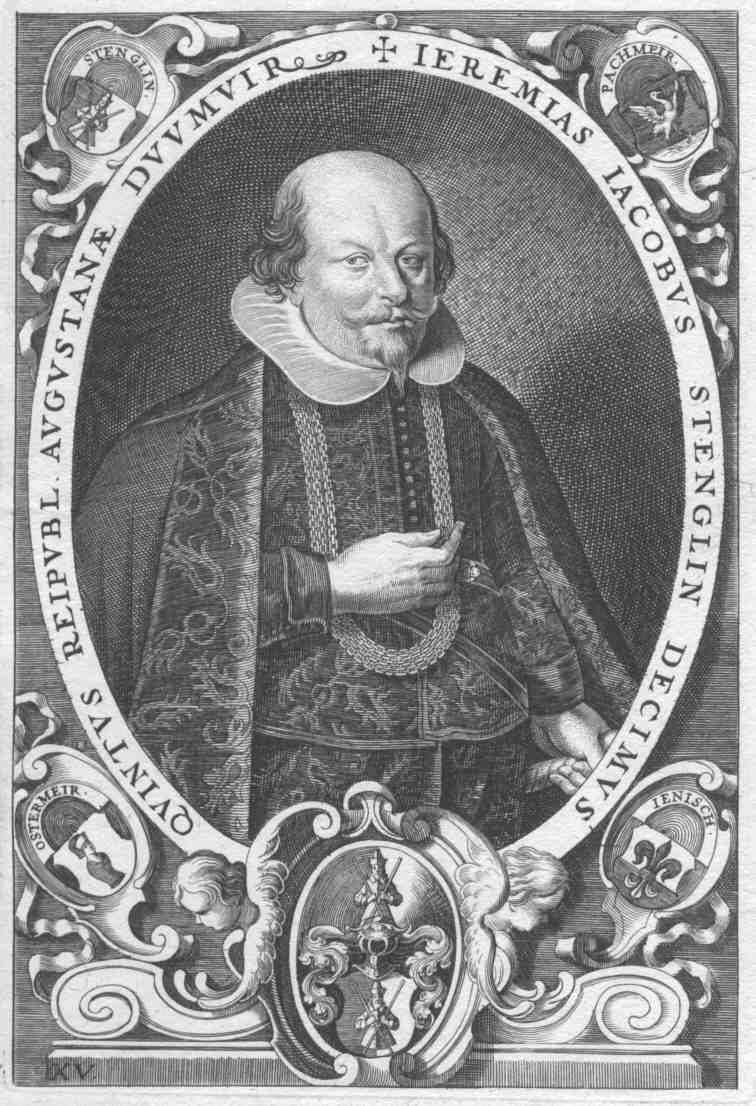
Jeremias Jakob Stenglin († 1645), 1632–1635 Augsburger Bürgermeister

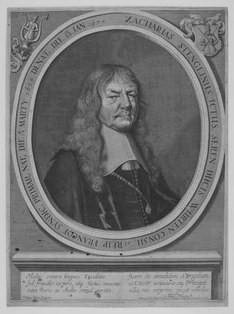
Zacharias (II.) Stenglin, * 1604; † 1674, Diplomat, nahm 1647/48 als Frankfurter Gesandter am Westfälischen Friedenskongress teil

Die Familie Stenglin war zunächst ein in Ulm und Kempten nachgewiesenes Kaufmanns- und Patriziergeschlecht. Die belegte Stammreihe beginnt mit Georg Stenglin (auch: Stängel, * um 1420), Gerichtsverwandter in Schwabmünchen. Sein Sohn Ulrich (I.) Stenglin kam 1448 nach Augsburg, wo am 14. September 1518 seine Söhne, die Brüder Ulrich (II.), Matheus, Marx (I.) und Hans Stenglin durch Kaiser Maximilian I. die Anerkennung ihres alten, auf das Jahr 1354 zurückgeführten Adels als Reichsadel erhielten. 1629 erwirkte Daniel Stenglin, Bürger zu Augsburg, die österreichische Adels- und Rotwachsfreiheit und Besserung des den Vorfahren … verliehenen Wappens.
Die Stenglin unterhielten geschäftliche Beziehungen nach Antwerpen, Venedig, L’Aquila, Genua, Bozen, Lissabon, Delft, Hamburg, Wien, Straßburg, Frankfurt am Main und Leipzig. Erfolgreichen Fernhandel trieben sie vorrangig mit Gewürzen, Baumwolle, Seide und Leinwand, aber auch mit Farbstoff (Brasilholz), Zucker und Seife. Jeremias Jakob Stenglin († 1645) war von 1632 bis 1635 Stadtpfleger (Bürgermeister) in Augsburg. Sein Vetter war Zacharias (II.) Stenglin († 1674), der 1647/48 von der Reichsstadt Frankfurt als Diplomat zum Westfälischen Friedenskongress entsandt war.

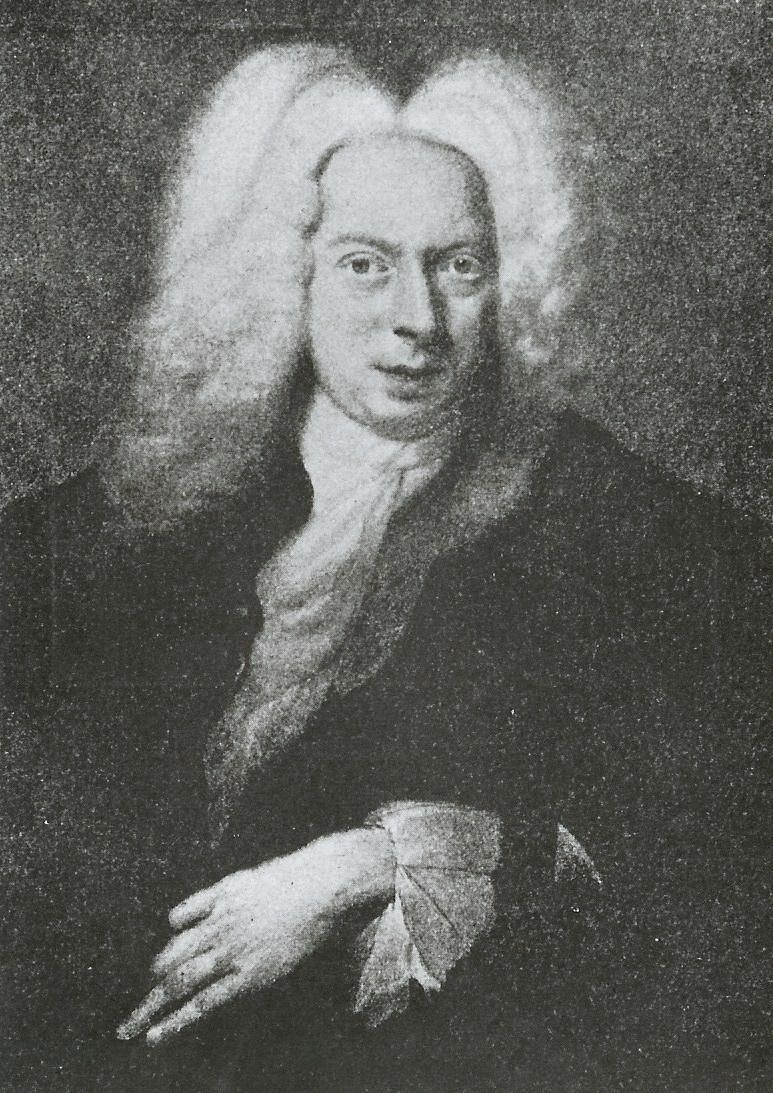
Philipp Heinrich I. von Stenglin, * 1688; † 1759, Bankier und Kaufmann in Hamburg

### Hamburg
Im 17. Jahrhundert kam das Geschlecht durch Marx Philipp Stenglin (1653–1737) nach Hamburg. Er führte ein gutgehendes Handelshaus und war Reeder von sieben Schiffen. Sein Sohn Philipp Heinrich (I.) Stenglin (* 12. Februar 1688 in Hamburg; † 19. Oktober 1759 ebenda) erwirtschaftete durch Bankgeschäfte, besonders in österreichischen Kupfer-Anleihen, ein enormes Vermögen. Er wurde Mitglied im Kollegium der Oberalten und war, so Johann Georg Büsch, der erste Hamburger, dessen Vermögen bei seinem Ableben eine Million Taler Banco betrug. Sein repräsentatives Wohnhaus Neuer Wall 26–28 ließ er sich 1722 von Johannes Nicolaus Kuhn erbauen; auch das Haus Neuer Wall 70–74 war in seinem Besitz.
Sein gleichnamiger Sohn Philipp Heinrich (II.) Stenglin (* 1. Januar 1718 in Hamburg; † 17. Oktober 1793 im Herrenhaus Plüschow) setzte die Geschäfte seines Vaters fort, die jedoch unter dem Siebenjährigen Krieg litten. Er wurde dänischer Kammerherr, 1759 von Kaiser Franz I. in den Reichsfreiherrnstand erhoben und erhielt am 1. Februar 1765 die dänische Adelsnaturalisation.
Philipp Heinrichs Bruder Daniel Stenglin (* 25. Dezember 1735 in Hamburg; † 23. Mai 1801 ebenda) wurde im September 1761 an der Universität Bützow zum Doktor der Rechte promoviert, etablierte sich dann aber als Kaufmann in Hamburg und wurde 1765 dänischer Etatsrat. Er erbte die weithin berühmte Kunstsammlung seines Vaters. Die bedeutendste Privatsammlung Hamburgs wurde 1822 bei Johannes Noodt versteigert.

### Mecklenburg

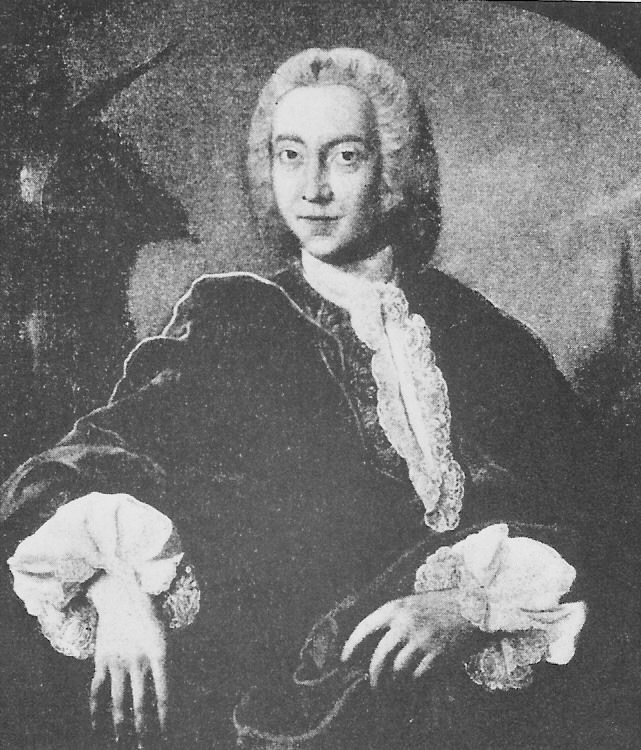
Philipp Heinrich II. von Stenglin (1718–1793), Reichsfreiherr 1759, Bankier und königlich-dänischer Kammerherr, dänische Adelsnaturalisation 1765

1758 erwarb Philipp Heinrich (II.) von Stenglin die Vogtei Plüschow im Amt Grevesmühlen, bestehend aus den Gütern Plüschow, Barendorf, Boienhagen, Friedrichshagen mit Overhagen, Jamel, Meierstorf mit Sternkrug, und Testorf. In Plüschow ließ er 1763 ein neues Herrenhaus als Sommersitz für sich und seine erste Frau Antoinette (1727–1768), Tochter des Hamburger Bürgermeisters Conrad Wiedow, errichten. Nach Antoinettes Tod heiratete er 1769 Elisabeth, geb. Stralendorff.
Ebenfalls im Jahr 1802 verkaufte Philipp Heinrichs Sohn, Conrad Philipp Baron von Stenglin (1749–1835), die Vogtei Plüschow an den Erbprinzen Friedrich Ludwig zu Mecklenburg. Die Familie erwarb daraufhin andere mecklenburgische Güter wie Beckendorf (ab 1815), Berendshagen (1814–1844), Hohen Luckow (1810–1829), Groß und Klein Renzow (1802–1830). Die Brüder Conrad Philipp auf Renzow und Hohen Luckow, Stammherr der sogenannten älteren Linie, und Otto Christian (1764–1851) auf Beckendorf, Domherr in Lübeck und Stammherr der jüngeren Linie, wurden am 11. November 1824 in die Mecklenburgische Ritterschaft rezipiert. Auch der letzte überlebende Lübecker Domherr nach der Säkularisation 1803 war ein von Stenglin: Karl Freiherr von Stenglin (* 12. August 1791 in Kiel; † 15. März 1871 in Genf), der mit Karoline Gräfin Hessenstein (1804–1891), der jüngsten Tochter von Kurfürst Wilhelm I. von Hessen-Kassel und Karoline von Schlotheim, verheiratet war. Eine Leinwandskizze der Genremalerin Caroline von der Embde Porträt einer Dame stellt vermutlich die gebürtige Hessenstein, vermählte Stenglin, dar. Das Bild gehört zum Inventar der mhk.
Im 19. Jahrhundert traten mehrere Mitglieder der Familie in mecklenburgische Hofdienste und erreichten hohe Stellungen. Philipp Heinrich Ludwig von Stenglin (1785–1844) wurde Oberforstmeister von Gelbensande. Adolf Freiherr von Stenglin (* 1. Juni 1822 auf Hohen Luckow; † 28. März 1900 in Meran) und Otto Henning Freiherr von Stenglin (* 3. Februar 1802 in Erfurt; † 6. Juni 1885 in Schwerin) waren Hofmarschälle in Schwerin, Christian Freiherr von Stenglin (1843–1928) wurde 1892 zum Oberlandstallmeister und Leiter des Landgestüts Redefin berufen. Sein Sohn Otto Detlev Hartwig Karl (1877–1957) setzte diese Tradition als Landstallmeister und Gestütsdirektor in Wickrath fort, ebenso sein gleichnamiger Enkel Christian von Stenglin (1914–2002) als Landstallmeister und Leiter des Niedersächsischen Landgestüts Celle. Der Forstmeister Otto-Henning von Stenglin (1857–1944) war mecklenburgisch-schwerinscher Kammerherr, sein Sohn Alexander von Stenglin (1887–1948) Oberst i. G., dessen zweiter Sohn Victor von Stenglin wiederum namhafter Buchhändler auf dem Fischland Darß.
Im Einschreibebuch des Klosters Dobbertin befinden sich 11 Eintragungen von Töchtern der Familie von Stenglin von 1824–1905 aus Renzow, Beckendorf und Schwerin zur Aufnahme in das adelige Damenstift. Margarete Freiin von Stenglin (1875–1965) war als Tochter des Oberlandstallmeisters des Landgestüts Redefin Christian Freiherr von Stenglin eine der letzten nach 1945 noch lebenden Konventualinnen im Kloster Dobbertin und ist auf dem Klosterfriedhof begraben.
Elf Mitglieder der Familie von Stenglin waren in der mecklenburgischen Genossenschaft des Johanniterordens organisiert.

### Offiziere und Künstler

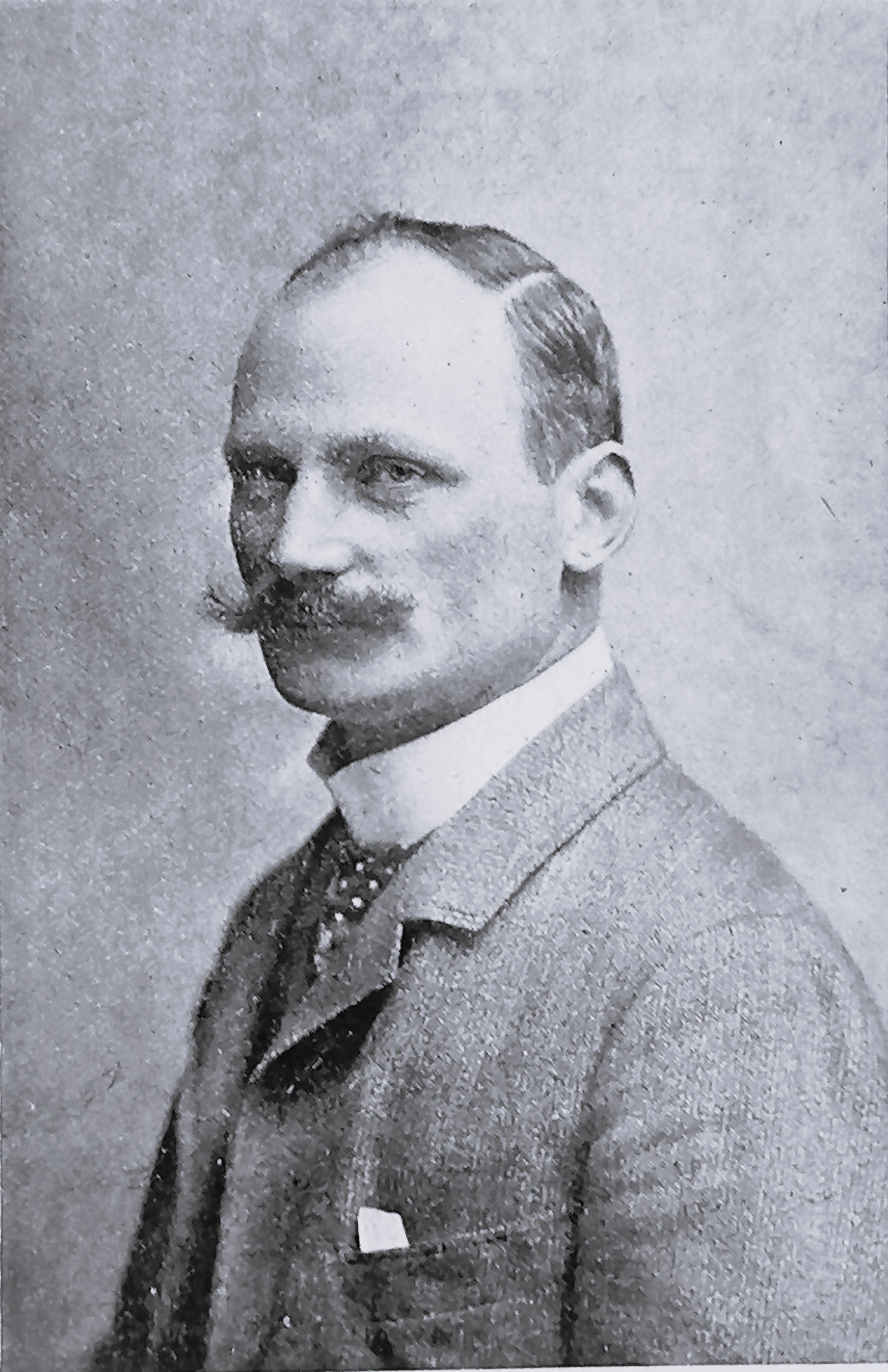
Jagdmaler Ernst Hugo von Stenglin

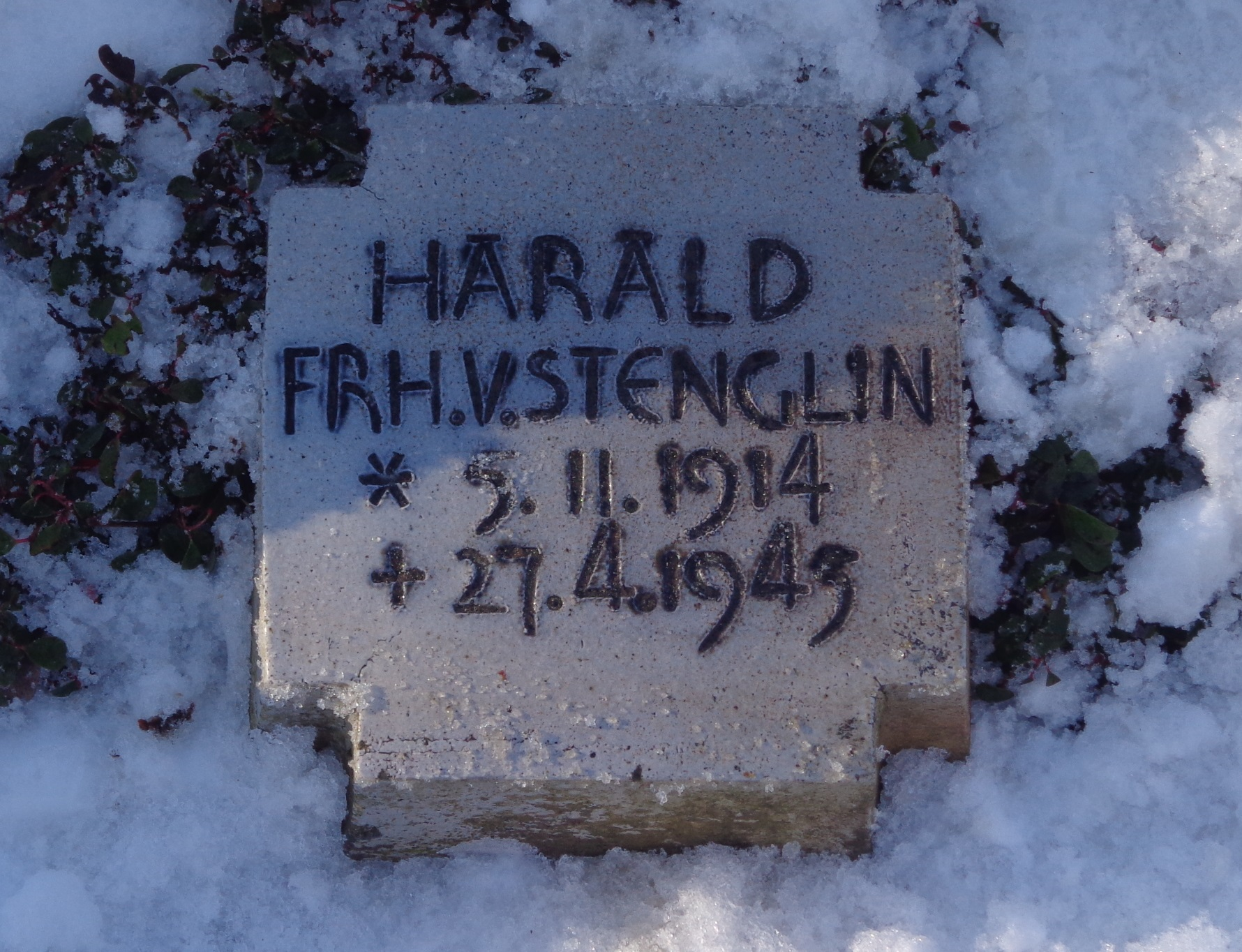
Grab des Hauptmanns Harald von Stenglin († 1943) in der Kriegsgräberstätte Hofkirchen

Eine Reihe von Familienangehörigen schlug im 19. Jahrhundert die Offizierslaufbahn ein, teils in mecklenburgischen, teils in preußischen, aber auch in österreichischen Diensten. In der Schlacht bei Trautenau 1866, in der Oberstlieutenant Wilhelm Baron Stenglin vom Regiment Erzherzog Karl fiel, standen sich Stenglins auf beiden Seiten gegenüber. Viktor von Stenglin (1825–1897) war zuletzt bis 1892 mecklenburgischer Generalleutnant und Kommandant von Schwerin. Gleichzeitig betätigte er sich als Komponist.
Aus dem Augsburger Familienzweig wurde Johann Stenglin (1715–1770), der ab 1745 in Sankt Petersburg wirkte, ein erfolgreicher Kupferstecher. Aus den mecklenburgischen Linien wurden Felix von Stenglin (1860–1941) Schriftsteller, Ernst Hugo von Stenglin (* 1862; gefallen am 10. November 1914 bei Diksmuide) zuerst Jägeroffizier dann Jagdmaler und Hans von Stenglin (1889–1987) Maler.

## Persönlichkeiten
- Otto Christian von Stenglin (1765–1851), Domherr in Lübeck, großherzogl. meckl. - schwerin. Kammerherr[12]
- Carl von Stenglin (1791–1871), letzter Domherr in Lübeck
- Adolf von Stenglin (1822–1900), großherzogl. meckl. - schwerin. Ober-Kammerherr[13]
- Viktor von Stenglin (1825–1897), preuß. Generalleutnant z. D.[14]
- Christian von Stenglin (1843–1928), deutscher Major, Stallmeister und Gestütsdirektor Redefin
- Hermann von Stenglin (1846–1931), preuß. Generalmajor a. D.
- Christian von Stenglin (1914–2002), deutscher Stallmeister und Gestütsleiter Celle
- Ernst Hugo von Stenglin (1862–1914), deutscher Infanterist und Maler
- Karl-Andreas Freiherr von Stenglin (1944–2020), deutscher Diplomat
- Ulrike von Stenglin, deutsche Verlagsleiterin und Verlagslektorin

## Wappen

### Stammwappen
Das Stammwappen ist von Blau und Gold der Länge nach geteilt, mit einem aufwachsenden Mann mit einer Ungarmütze und rechts goldener, links blauer Kleidung, vor dessen Rumpf sich zwei schwarze Stäbe kreuzen. Historische Darstellungen zeigen diese Helmzier auch zwischen zwei blau-golden gestreiften Büffelhörnern.
Nach der Stenglin'sche Wappensage soll ein Vorfahre um das Jahr 1360 dem Kaiser Karl IV. (HRR) – aus dem Hause Luxemburg – auf der Saujagd das Leben gerettet und infolgedessen vom Kaiser Adel und Wappen erhalten haben. Als nämlich der Kaiser von einem Wildschwein angegriffen wurde, ergriff sein Jagdknappe – der Vorfahre – ein Baumstämmchen (Stenglein), riss es aus und erschlug damit den Keiler. Deshalb werden in den Wappen die Stäbe wiedergegeben.

### Freiherrliches Wappen
Das freiherrliche Wappen von 1759 ist quadriert mit gekröntem silbernen Herzschild. Darin befinden sich zwei ins Andreaskreuz gelegte grüne Lorbeerzweige. Im ersten und vierten von Blau und Gold gespaltenen Felde ein wachsender vorwärtsgekehrter bärtiger Mann, gekleidet in ein langes Gewand und eine nach rechts gebogene Zipfelmütze von gewechselten Tinkturen, derselbe hält mit vor sich gekehrten Händen zwei schrägkreuzweise gelegte, über die Schultern in die Höhe ragende rote Stäbe. Im zweiten und dritten silbernen Felde auf grünem Rasen ein grüner Palmbaum. Freiherrnkrone und drei gekrönte Helme: auf dem mittleren die beiden Lorbeerzweige nebeneinander und nach auswärts gebogen, auf dem rechten der Mann des ersten und vierten, auf dem linken der Palmbaum des zweiten und dritten Feldes. Die Helmdecken sind rechts golden und blau, links silbern und blau. Als Schildhalter dienen zwei rückschauende goldene Löwen.

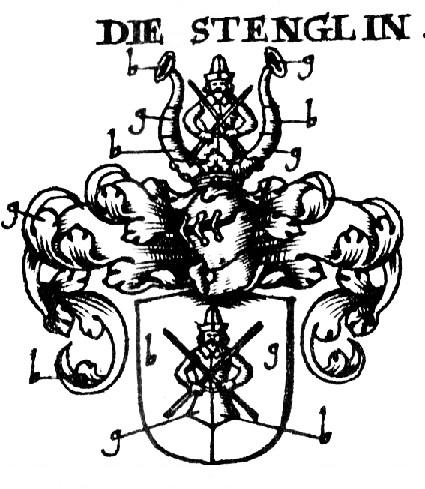
Stammwappen der Stenglin im Siebmacher (Abteilung Kemptische Erbare Patricii und Geschlechter)
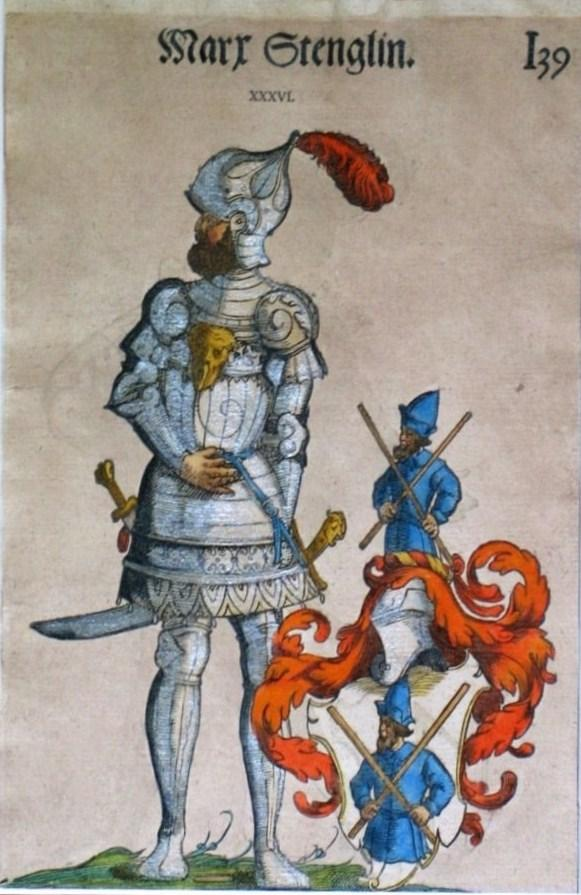
Wappen der Stenglin im Geschlechterbuch der Stadt Augsburg, um 1550
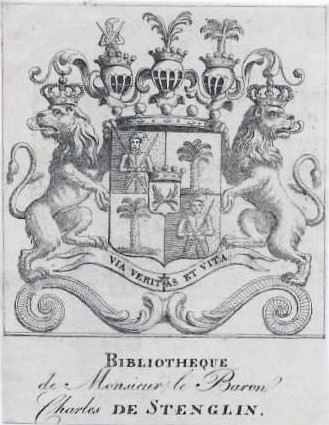
Freiherrliches Wappen (Exlibris für Karl von Stenglin)
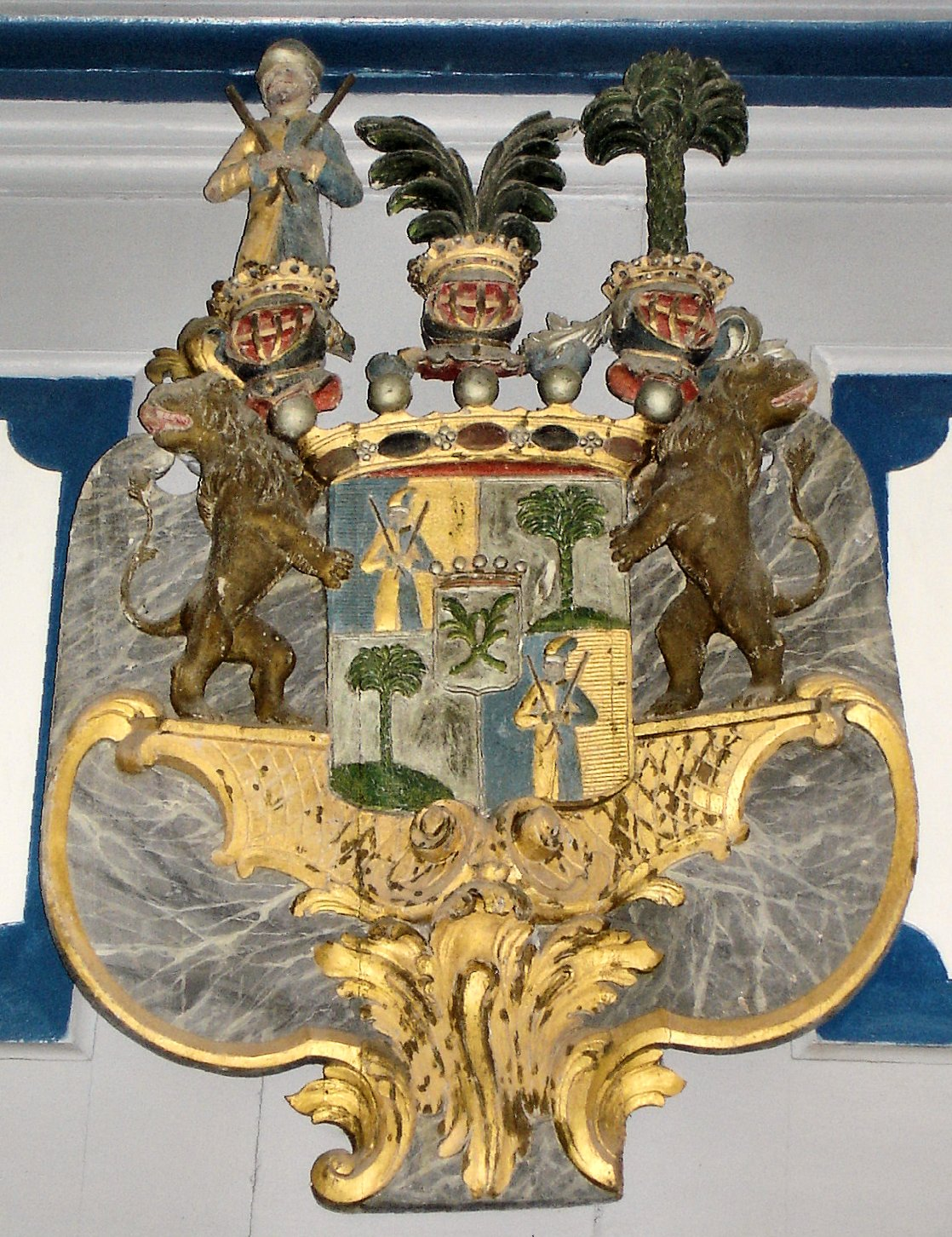
Freiherrliches Wappen in der Dorfkirche Friedrichshagen

## Sekundärliteratur
- Helmut Seling: Die Augsburger Gold- und Silberschmiede 1529–1868: Meister, Marken, Werke. 2. Auflage, C. H. Beck, München 2007. ISBN 3-406-56312-0.
- Sabine Bock: Plüschow. Geschichte und Architektur eines mecklenburgischen Gutes. Thomas Helms Verlag, Schwerin 2013. ISBN 978-3-940207-60-9.